# Tuscarora-Krieg
Der Tuscarora-Krieg (englisch Tuscarora War) fand zwischen den Tuscarora, einem Stamm amerikanischer Ureinwohner und den europäischen Siedlern aus England, den Niederlanden und Deutschland im Gebiet des heutigen North Carolina in den Vereinigten Staaten von Amerika statt und dauerte vom Herbst 1711 bis zum 11. Februar 1715. Ein Vertrag zwischen Indianern und Siedlern wurde 1718 unterschrieben.

## Vorgeschichte des Krieges
Die erste dauerhafte Besiedlung North Carolinas durch Europäer begann 1653. Die Tuscarora lebten über 50 Jahre lang in Frieden mit den Neuankömmlingen. Um 1700 gab es zwei wesentliche Gruppen der Tuscarora, die nördlichen Tuscarora unter Chief (Häuptling) Tom Blunt und eine südliche Gruppe, geleitet von Chief Hancock. Chief Blunt besetzte die Gebiete im heutigen Bertie County am Ufer des Roanoke River; Chief Hancock lebte mit seiner Gruppe näher an New Bern, und besiedelte das Gebiet südlich des Pamplico River (heute Pamlico River). Die Dörfer von Chief Hancock wurden häufig überfallen, sein Volk entführt und in die Sklaverei verkauft. Beide Gruppen hatten sehr unter den eingeschleppten europäischen Krankheiten zu leiden und beiden wurde Land aus ihren angestammten Gebieten von den sich ausbreitenden Siedlern geraubt. Letztendlich sah Chief Hancock keinen anderen Ausweg mehr, als die Siedler anzugreifen. Tom Blunt war zu diesem Zeitpunkt noch nicht in den Krieg involviert.

## Verlauf des Krieges
Die Südlichen Tuscarora oder Southern Tuscarora Towns unter Chief Hancock verbanden sich mit den Stämmen der Pamlico, den Cothechnee, den Coree, den Mattamuskeet und den Matchepungoe, um in einem großen Siedlungsgebiet gleichzeitig angreifen zu können. Wesentliche Ziele waren die Pflanzer am Roanoke River, am Neuse River, am Trent River und in der Stadt Bath. Die ersten Angriffe begannen am 22. September 1711 und hunderte von Siedlern wurden dabei getötet, auch einige der führenden Köpfe der Siedler aus der Region waren darunter. Viele flohen in den folgenden Monaten.
Governor Hyde rief die Milizen North Carolinas zur Hilfe auf und sicherte die Unterstützung des benachbarten South Carolinas, das 600 Milizsoldaten und 360 Indianer unter Colonel John Barnwell zur Verfügung stellte. Diese Truppen griffen die Südlichen Tuscarora und andere Stämme 1712 im damals als Fort Narhantes bezeichneten Torhunta, am Ufer des Neuse River in Craven County an. Torhunta war das größte von neun Forts, die das Gebiet beschützen sollten. Die Indianer wurden geschlagen, mehr als 300 von ihnen wurden getötet, 100 Indianer, meist Frauen und Kinder, gefangen genommen. Die Gefangenen wurden in die Sklaverei verkauft. Später wurde das bedeutende Fort Catechna am Zusammenfluss des Neuse River und des Contentnea Creek belagert und zur Aufgabe gezwungen.

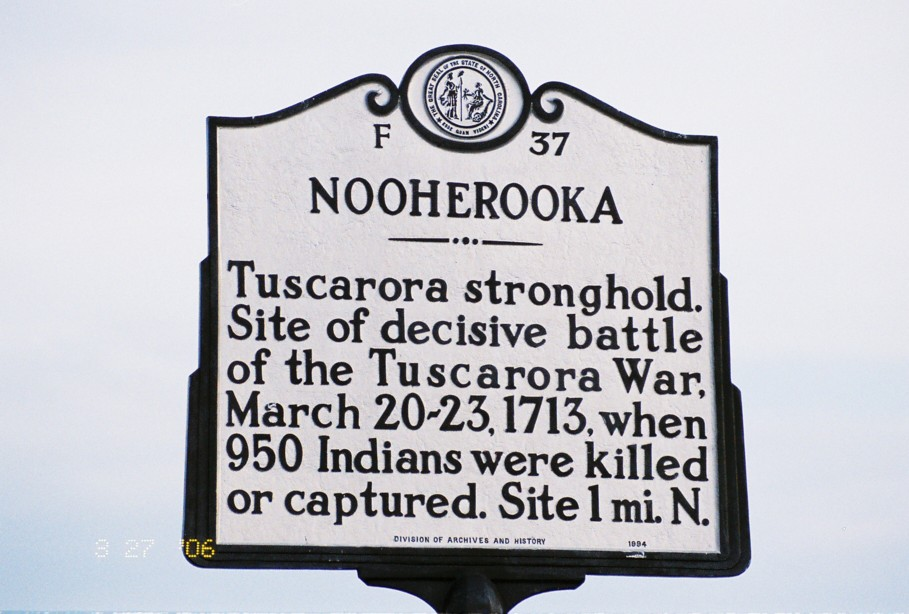
Gedenktafel für das Fort Nooherooka nahe der Stadt Snow Hill, North Carolina

Chief Blunt wurde angeboten, die Kontrolle über die Südlichen Tuscarora zu übernehmen, sollte er den Siedlern bei der Gefangennahme Chief Hancocks helfen. Er schaffte es, Hancock gefangen zu nehmen, und dieser wurde 1712 von den Siedlern hingerichtet. 1713 verloren die Südlichen Tuscarora ihren wichtigen Stützpunkt Fort Nooherooka, (von Anthropologen meist „Neoheroka“ genannt; in Tuscarora (Ska:rù:rę') Neyuherú·kę = „Broken Pasture“) in Greene County dabei wurden über 900 Indianer getötet oder gefangen genommen. Danach begann eine Flucht der südlichen Tuscarora vor den Siedlern in den Norden, Fluchtziel war auch New York.

## Vertrag zwischen Siedlern und Tuscarora
Die verbliebenen Tuscarora unterschrieben im Juni 1718 einen Vertrag mit den Siedlern, der ihnen ein Stück Land am Ufer des Roanoke River zuwies. Dieses etwa 227 Quadratkilometer große Gebiet, was aber bereits vom Stamm um Chief Blunt besiedelt war, entspricht dem heutigen Bertie County. Der Chief versuchte sich anzupassen, änderte seinen Namen in Tom Blount und wurde von der Regierung North Carolinas als König Tom Blount anerkannt. Die überlebenden Südlichen Tuscarora wurden zur Umsiedlung nach Bertie gezwungen. 1722 wurde Bertie als County beurkundet und über die folgenden Jahrzehnte schrumpfte das Gebiet der Indianer immer weiter, meist durch Landverkäufe, bei denen die Indianer betrogen wurden.